# La Croix de guerre
Pour plus de détails, voir Fiche technique et Distribution.
La Croix de guerre (Krzyż Walecznych) est un film polonais réalisé par Kazimierz Kutz, sorti en 1959.

## Fiche technique
- Titre original : Krzyż Walecznych
- Titre français : La Croix de guerre
- Réalisation : Kazimierz Kutz
- Scénario : Józef Hen
- Costumes : Marian Kolodziej
- Photographie : Jerzy Wójcik
- Montage : Halina Nawrocka
- Musique : Andrzej Markowski
- Pays d'origine : Pologne
- Format : Noir et blanc - 35 mm - Mono
- Genre : comédie dramatique, romance
- Durée : 84 minutes
- Date de sortie :
  - Pologne : 27 mars 1959

## Distribution
- Jerzy Turek : Franek Socha
- Aleksander Fogiel : Busko
- Bronisław Pawlik : Florczak
- Andrzej May : Sypniewski
- Grazyna Staniszewska : Malgorzata Joczysowa
- Adolf Chronicki : Oldak
- Zbigniew Cybulski : Zootechnik Tadeusz Wiecek
- Bogdan Baer :  Boleslaw Petrak, le coiffeur
- Halina Buyno-Loza : Luborzanka
- Zenon Burzynski : le curé
- Wladyslaw Dewoyno : un soldat